# Sweet Home (Arkansas)
Pour les articles homonymes, voir Sweet Home.
Sweet Home est une census-designated place du comté de Pulaski, dans l’État américain de l'Arkansas.